# Zygmunt Chychła
Zygmunt Chychła (5. listopadu 1926, Gdaňsk – 26. září 2009, Hamburk) byl polský boxer. Na olympijských hrách v Helsinkách roku 1952 vyhrál v kategorii lehké střední váhy (63,5–67 kg) a získal tak pro Polsko první zlatou olympijskou medaili po druhé světové válce. Ve stejné váhové kategorii se stal amatérským mistrem Evropy v letech 1951 a 1953. V letech 1951 a 1952 byl vyhlášen polským Sportovcem roku (v anketě deníku Przegląd Sportowy). Ve své kariéře odehrál 263 zápasů: 241 vyhrál, 10 skončilo remízou a 12 prohrál. Zúčastnil se i olympijských her v Londýně roku 1948 (5. místo).
Během války ztratil gdaňské občanství (Gdaňsk byl před válkou tzv. svobodný městem) a v roce 1944 byl odveden do wehrmachtu. Ve Francii dezertoval a připojil se k 2. polské armádě vedené generálem Władysławem Andersem v Itálii. Do Polska se vrátil v roce 1946. Po olympijských hrách v Helsinkách zjistil, že trpí tuberkulózou. Rozhodl se proto se sportem skončit. Polské sportovní orgány ho však zapsaly na Mistrovství Evropy ve Varšavě v roce 1953 s tvrzením, že nemoc ustoupila. Chychła se rozhodl vyhovět a soutěž dokonce vyhrál. Jeho tuberkulóza se však kvůli tomu zhoršila, v plicích vznikla velká prohlubeň. Poté definitivně ukončil sportovní kariéru. Na začátku 70. let emigroval do Německa. Tam už zůstal, zemřel v domě seniorů v Hamburku. V roce 2003 dostal čestné občanství rodného Gdaňsku.